# Chiesa di San Domenico (Barra)
La chiesa di San Domenico (o di Santa Maria della Sanità) è una delle chiese storiche di Napoli; è sita in zona periferica, a Barra: uno dei quartieri a oriente della città.

## Storia e descrizione

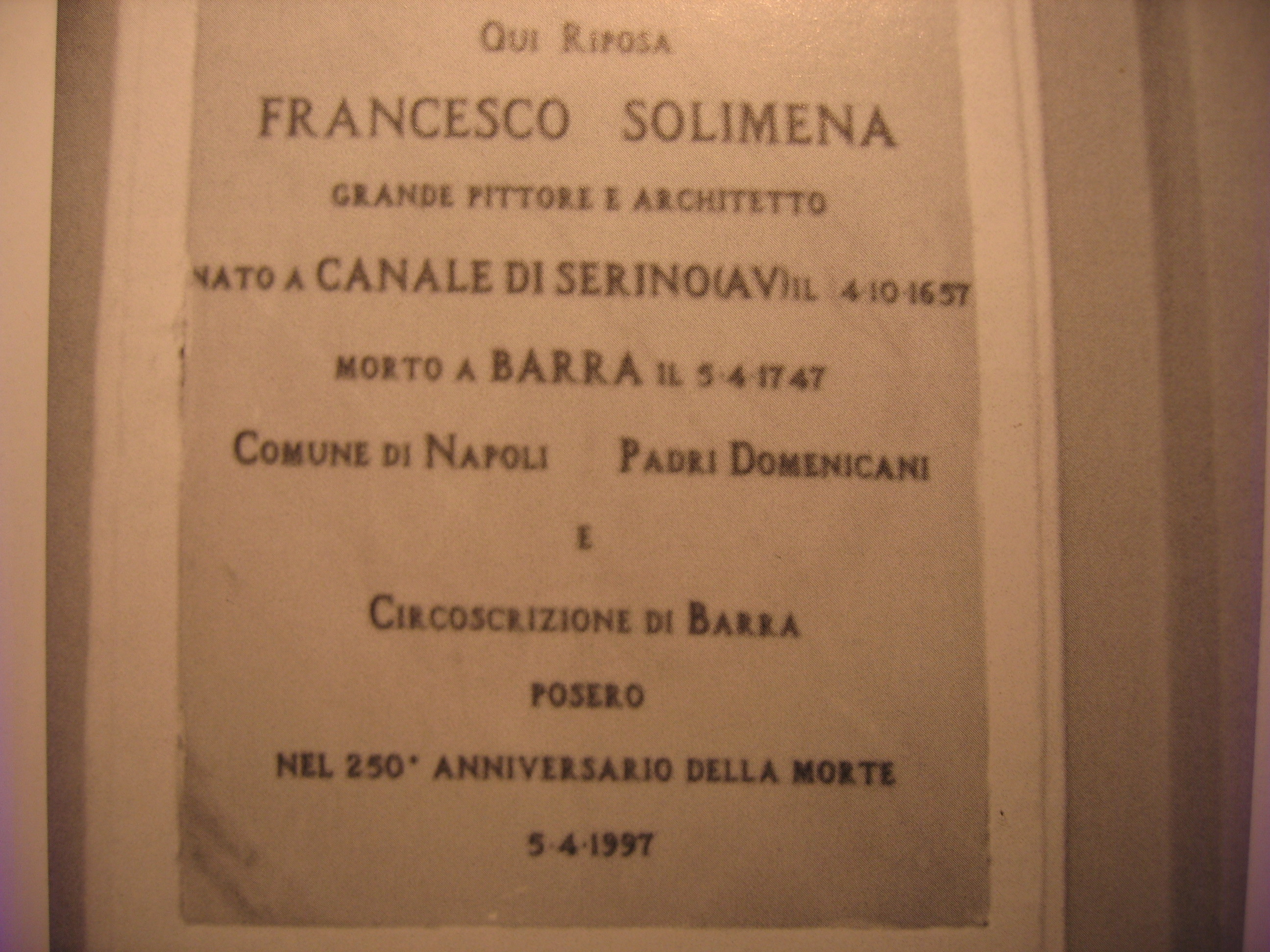
La lapide posta nel 250º anniversario della morte di Francesco Solimena

Il monastero fondato nel 1584, con originaria dedicazione alla Madonna del Rosario, come dipendenza destinata ai frati del convento domenicano di Santa Maria della Sanità di Napoli.
L’inizio dei lavori è datato 1588 ad opera dei mastri fabbricatori Giulio Giordano, Giovanni Vincenzo e Nicola Nello di Leone. Nel 1610 il convento divenne autonomo con l’elevazione a priorato ed il primo superiore fu l’abate Callisto da Marcianise che decise di ampliarlo. Gli affreschi del convento sono quasi del tutti perduti, restano raffigurazioni di Sorrentino e Iuppariello. 
L'edificio di culto fu eretto verso la fine del XVI secolo; in seguito, subì pesanti rimaneggiamenti, soprattutto fra il XVII e il XVIII secolo. Si sa che la sua facciata risale proprio a questo periodo e che sia stata progettata da Francesco Solimena. L'artista, in seguito, verrà sepolto nella chiesa nel 1747 e tutt'oggi, l'edificio sacro custodisce le sue spoglie visibili ancora nell'ipogeo,  custodite in una cassetta. Nello stesso ipogeo è presente, di fronte all'altare, la lapide sepolcrale della nobil donna Maria Camilla Cantelmo Stuart Di Tocco, principessa di Pettorano e duchessa di Popoli, morta a Barra il 24 settembre del 1750. Accanto a questa lapide se ne scorge un'altra che riporta un intervento di restauro finanziato dal pronipote della suddetta nobil donna, Francesco Maria Di Tocco Cantelmo Stuart. Qui è anche sepolto Federico Zuccari, inventore e ideatore dell'Osservatorio Astronomico di Capodimonte. Negli ultimi mesi della sua vita, l'astronomo abitò a Barra nella casa di Angelo Cheibis dove morì il 15 dicembre 1817 assistito dal suo amico, lo zoologo Giosuè Sangiovanni, e ricevendo i conforti religiosi da don Gaetano Ascione. Zuccari per sua volontà fu sepolto nella chiesa di san Domenico a Barra. 
Il suo interno, presenta tempere d'inizio '900 sulla volta, statue in stucco neoclassiche lungo la navata e varie tele tra le cappelle, il transetto, l'abside e la sacrestia di Francesco Solimena (di sua mano è una Madonna del Rosario con i santi Domenico, Caterina da Siena e Vincenzo Ferrer), Orazio Solimena (La Madonna del Rosario con San Domenico, Santa Rosa da Lima e altri Santi Domenicani e La Battaglia di Muret), Paolo De Majo (La Circoncisione di Gesù) e di ignoti sempre riconducibili alla cerchia del maestro serinese.
La chiesa ed il convento sono da maggio 2019 a disposizione di una comunità di suore, le Adoratrici del Cuore Regale di Gesù Cristo Sommo Sacerdote, guidata da don Similien Waché De Corbie che, dopo il ministero a Rouen, in Francia, si è trasferito a Napoli.